# Parapocryptes
A Parapocryptes a csontos halak (Osteichthyes) főosztályának a sugarasúszójú halak (Actinopterygii) osztályába, ezen belül a sügéralakúak (Perciformes) rendjébe, a gébfélék (Gobiidae) családjába és az iszapugró gébek (Oxudercinae) alcsaládjába tartozó nem.

## Előfordulásuk
A két Parapocryptes-faj előfordulási területe eléggé eltérő egymástól. Míg a típusfaj, azaz a Parapocryptes serperaster elterjedése nagyon nagy, Indiától Vietnámig tart és két óceán partjára is kiterjed, addig a másik faj, a Parapocryptes rictuosus csak India partjain lelhető fel.

## Megjelenésük
E halak a megjelenésükben is különböznek egymástól. A P. rictuosusnak a szájpadlásán és a nyelvén kis, fekete pontozások vannak, a tarkója elülső részén két kis pórus látható, továbbá a farokúszója a testéhez képest nagyon hosszú. A rokonától eltérően a típusfajnak a szájpadlásán és a nyelvén nincs fekete foltozás, a tarkója elülső részén csak egy nagy pórus látható és a farokúszója nem annyira hosszú. A P. serperaster legfeljebb 23, míg a rokona csak 15 centiméter hosszú.

## Életmódjuk
Mindketten trópusi halfajok, amelyek egyaránt megtalálhatók a sós- és brakkvízben is; a víz alá is lemerülnek. A levegőből veszik ki az oxigént. Az iszapos területeken érzik jól magukat, ahol veszély esetén az üregeikbe húzódnak vissza.

## Felhasználásuk
Egyiküknek sincs halászati értéke.

## Rendszerezés
A nembe az alábbi 2 faj tartozik:
- Parapocryptes rictuosus (Valenciennes, 1837)
- Parapocryptes serperaster (Richardson, 1846) - típusfaj